# The Fable of How Uncle Brewster Was Too Shifty for the Tempter
The Fable of How Uncle Brewster Was Too Shifty for the Tempter  è un cortometraggio muto del 1914. Il nome del regista non viene riportato.
Il soggetto è tratto da una storia di George Ade.

## Produzione
Il film fu prodotto dalla Essanay Film Manufacturing Company.

## Distribuzione
Distribuito dalla General Film Company, il film - un cortometraggio di una bobina - uscì nelle sale cinematografiche USA il 4 novembre 1914.